# Гюнал, Тюлай
Тюла́й Гюна́л (тур. Tülay Günal; род. 9 сентября 1970, Кастамону, Кастамону) — турецкая актриса

 театра, кино и телевидения, и певица.

## Биография и карьера
Тюлай Гюнал родилась 9 сентября 1970 года в Кастамону (Турция). Она окончила театральное отделение факультета языка, истории и географии Анкарского университета. После окончания учёбы некоторое время работала певицей в Стамбуле.
В 1993 году Гюнал начала работать актрисой в Диярбакырском государственном театре. С 2007 года она работает в Государственном театре Анкары. Помимо работы в государственных театрах, выступает в различных частных театрах, таких как Dostlar, Oyun Atölyesi и DOT. С 2003 года также снимается в фильмах и телесериалах.
В 2012 году Гюнал получила театральную премию Афифе Жале в категории «Лучшая женская роль в мюзикле» за роль в пьесе «Бен Бертольт Брехт».
В сезоне 2017—2018 годов Гюнал была членом жюри на 23-й церемонии вручения Премии Садри Алышыка в области театра и кино в категории «Кино».
С 14 июня 2012 года Гюнал замужем за Гюрселем Гёнджю. У супругов есть сын Оган.

## Фильмография
| Год       |   | Русское название                   | Оригинальное название    | Роль           |
| --------- | - | ---------------------------------- | ------------------------ | -------------- |
| 2003      | с | Из гнезда вылетевшая птица         | Yuvadan Bir Kuş Uçtu     | Севгюль        |
| 2007      | ф | Туман и ночь                       | Sis ve Gece              | Мелике         |
| 2007—2009 | с | Аси                                | Asi                      | Сюхейла        |
| 2011      | ф | Мелкие грехи                       | Küçük Günahlar           |                |
| 2011      | с | Лунное затмение                    | Ay Tutulması             |                |
| 2012      | с | Голая правда                       | Çıplak Gerçek            | Солмаз         |
| 2012—2014 | с | Отчаянные домохозяйки              | Umutsuz Ev Kadınları     | Сузан          |
| 2015      | с | Милые маленькие обманщицы          | Tatlı Küçük Yalancılar   | Вильдан        |
| 2016      | ф | Водяная лилия, качающаяся на ветру | Rüzgarda Salınan Nilüfer | Шермин         |
| 2016      | с | Узел                               | Kördüğüm                 | Фейза Карасу   |
| 2017—2018 | с | Фи, Чи, Пи                         | Fi                       | Эти            |
| 2018      | с | Удача                              | Servet                   | Севим          |
| 2019      | с | Ворон                              | Kuzgun                   | Неше           |
| 2020      | с | Любовь на крыше                    | Çatı Katı Aşk            | Перихан Йылмаз |
| 2021      | ф | Мы умрём вместе                    | Birlikte Öleceğiz        | Тижен          |
| 2021      | с | Наша тайна                         | İkimizin Sırrı           | Тюркан Карахун |
| 2022      | с | Мост                               | I Gefyra                 | Аслы           |
| 2023      | ф | Завещание Моисея                   | Testament — Moses        |                |